# Thyrea confusa
Thyrea confusa är en lavart som beskrevs av Henssen. Thyrea confusa ingår i släktet Thyrea och familjen Lichinaceae.  Arten är reproducerande i Sverige. Inga underarter finns listade i Catalogue of Life.